# 莱尔·马丁
莱尔·马丁(Lyle Martin，1985年3月25日—)，是一名美国职业足球运动员，现在效力于北美足球联赛球队圣安东尼奥蝎子，司职后卫。

## 大学生涯
马丁曾经在加利福尼亚州立大学踢大学联赛，当时他的位置是前锋，在他出场的79场比赛中打进29个进球。2006年，他在19场比赛中打进17个进球，赢得年度加州大学竞技协会最佳射手的称号。
马丁在大学时还在美国足球联赛发展联盟的球队贝克斯菲尔德军旅队效力两个赛季，其中2005赛季出场10场比赛打进5球，2006赛季出场16场比赛，打进9球。

## 职业生涯
2007年美国职业足球大联盟选秀大会中，马丁在第三轮第33顺位被美国芝华士选中。但随后他和美国足球甲级联赛球队温哥华白帽签约。在白帽队，他在场上的位置从前锋转换为后卫。2007赛季，他代表球队19次首发出场，并赢得该赛季球队最佳新人的称号。2008年10月12日，温哥华白帽在2008赛季美甲联赛总决赛中2比1击败波多黎各岛民，马丁获得职业生涯首个联赛冠军. 
2008年12月18日，白帽队宣布和马丁的合同延长一年。但在2009赛季结束后，马丁被温哥华白帽队解约。
2010年，他和同样被解约队友查尔斯·格贝克一起来到中国试训。2月17日，中超球队陕西浐灞宣布和马丁签约两年。中超联赛进入间隙期后他被陕西队弃用，其后他签约另一支中国球队湖北绿茵。
2011年3月，马丁和中甲球队北京八喜签约。他在2011赛季上半程出场13次，没有进球，在夏季转会期中被解约。
2012年12月，马丁和北美足球联赛球队圣安东尼奥蝎子签约。

## 荣誉

### 温哥华白帽
- 美国足球甲级联赛冠军：2008